# エジプトの十字軍

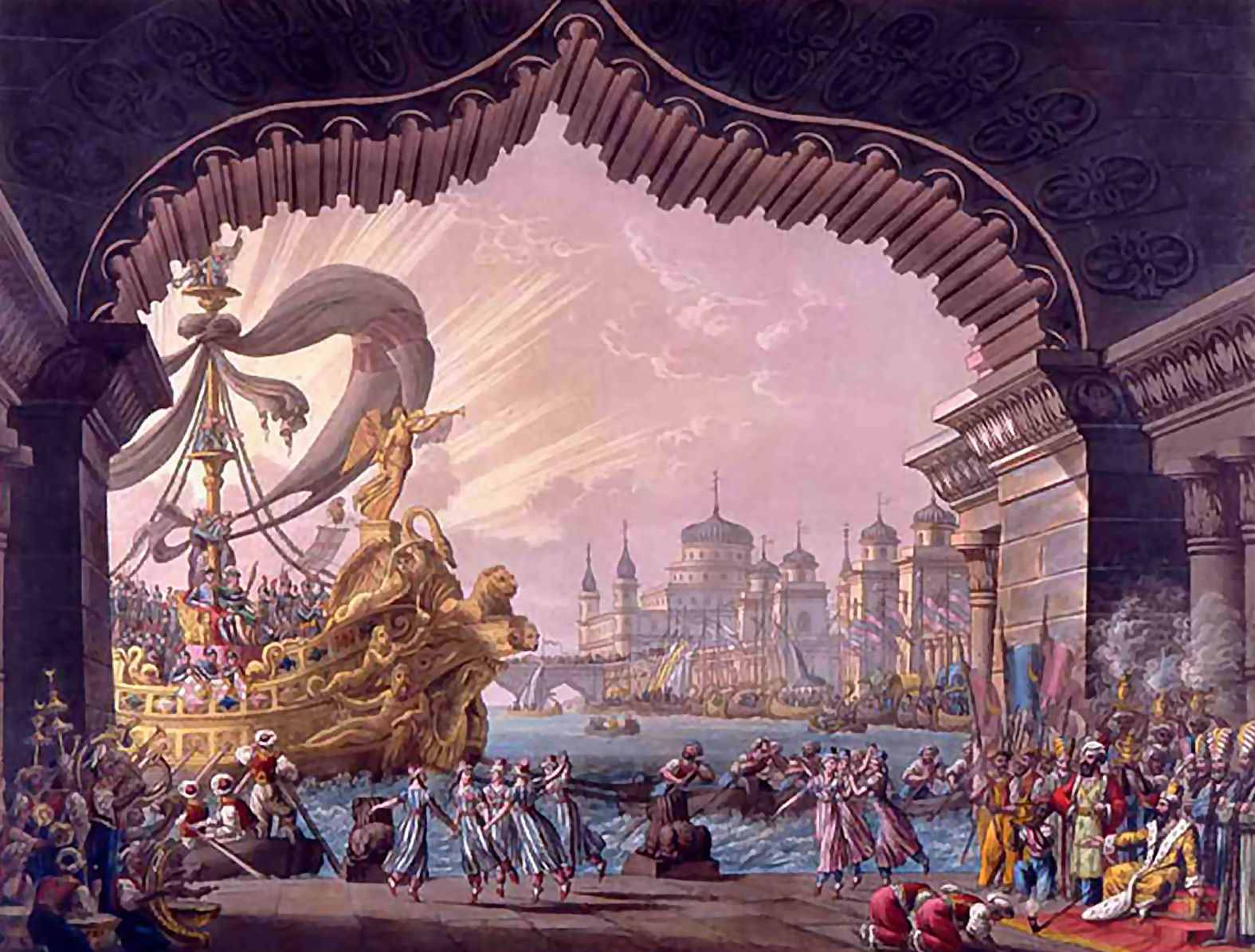
1824年のフェニーチェ劇場での初演の際の版画

『エジプトの十字軍』（エジプトのじゅうじぐん、イタリア語: Il Crociato in Egitto）は、ジャコモ・マイアベーアによる全2幕のオペラで、『エジプトの十字軍騎士』とも表記される。1824年 3月7日にヴェネツィアのフェニーチェ劇場にて初演された。
英雄的メロドラマ（melodramma eroico）と銘打たれている。本作の成功をもって、マイアベーアは活躍の場をイタリアからパリに移すことになった。

## 概要

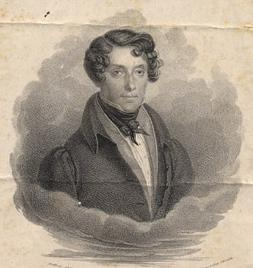
初演で主役を務めたヴェッルーティ

本作はマイアベーアのイタリア時代の最大の成功作であり、最後の作品でもある。「本作はカストラートを主役に作曲された最後の重要作品としても知られ、ロッシーニの模倣を脱して個性を確立し、ロンドンとパリでの再演を通じて、その名がヨーロッパ全域で知られた」。「『エジプトの十字軍』の人気ぶりはイタリア全土の歌劇場が上演したがったと伝えられるほど」であった。イタリアでの上演については、ヴェネツィアでの初演はカストラートのジョヴァンニ・バッティスタ・ヴェッルーティやアンリエッタ・メリック＝ラランドが出演し、これに続き、同年6月のフィレンツェのペルゴーラ劇場での上演ではヴェッルーティは出演したが、パルミーデはアデライデ・トジが務めた。１カ月後のトリエステでの上演ではニコラ・タッキナルディとカロリーナ・バッシ（メゾソプラノでアルマンド役）らが出演した。英国初演はロンドンのキングズ劇場にて1825年 6月3日に行われ、ヴェッルーティは出演し、マリア・マリブランもフェリーチェ役で出演した。オペラ自体は熱狂的に迎えられたが、ヴェッルーティは悪意のある攻撃にさらされた。背景にはカストラートはロンドンでは30年以上、舞台から遠ざかっていたという事情があったのである。フランス初演は1825年9月25日にパリのイタリア座で行われ、ジュディッタ・パスタ （アルマンド役）とニコラ・プロスペル・ルヴァッスールといったスター歌手が出演した。フランスでもカストラートが好まれなかったことから、パスタが主役を務めたのである。この当時の「イタリア座のレパートリーで、ロッシーニ以外のオペラはマイアベーアの本作だけであった」。本作が上演できた「背景には、親友ジョアキーノ・ロッシーニが1824年にこの歌劇場の総支配人に就任したという事情も介在した」のである。ロッシーニはこのドイツ人からイタリア人、さらにその後フランス人となった音楽家に深い愛情を保っていたのである。

## 音楽的特徴

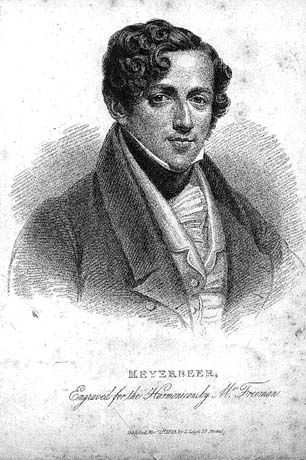
1825年時のマイアベーア

本作は古典派音楽からロマン派音楽へ移行する過程に該当するが、チェンバロ伴奏のレシタティーヴォが残っていることやカストラートが主役に設定されている点は古典派の顕著な特徴である。カストラートについては、ロッシーニ『パルミラのアウレリアーノ』（1813年）、メルカダンテ『アンドローニコ』（1821年）、『エジプトの十字軍』で主役を務めたジョヴァンニ・バッティスタ・ヴェッルーティが1830年に引退し、オペラの舞台からカストラートは姿を消したのである。マイアベーアは当時イタリアで流行していた「バンダ」をまさにロッシーニのやり方にならって採用しており、彼はこの手法をパリでも引き続き採用したのである。「フェニーチェ座の喝采をさらったこのオペラはロッシーニの影響を顕わにしながら、バロックの古風な響きからマイアベーア自身の〈新奇なアイディア〉まで、一緒くたに盛り込んだ奇抜な作として観客の支持を得たのである」。「『エジプトの十字軍』にフランスの舞台の研究を加えた結果が、『悪魔のロベール』である」と言われるように、マイアベーアのイタリア時代の集大成から、新たなパリでのグランド・オペラへの展開につながる転換点となった。

## リブレット
台本作家ガエターノ・ロッシとの『エジプトの十字軍』はイタリアでのマイアベーアの名声を頂点に押し上げたのであるが、ロッシとは『ロミルダとコンスタンツァ』（1817年）、『レスブルゴのエンマ』（1819年）、『見出されたセミラーミデ 』（1819年）でも組んでいる。ロッシはロッシーニの『タンクレーディ』（1813年）と『セミラーミデ』（1823年）やドニゼッティの『シャモニーのリンダ』（1842年）などのオペラの台本も手掛けている。本作は神聖ローマ皇帝 フリードリヒ2世が率いた 第6回十字軍遠征を題材としている。しかし、歴史的背景として設定されている程度で、政治的な事案が扱われているわけではない。

## 登場人物
| 人物名                           | 原語                | 声域                            | 役                                          | 1824年3月7日初演時のキャスト 指揮者： アントーニオ・カンメーラ |
| -------------------------------- | ------------------- | ------------------------------- | ------------------------------------------- | -------------------------------------------------------------- |
| アルマンド・ドルヴィッレ         | Armando d'Orville   | カウンターテナー またはソプラノ | ロードス島騎士 エルミレーノ                 | ジョヴァンニ・バッティスタ・ヴェッルーティ                     |
| パルミーデ                       | Palmide             | ソプラノ                        | スルタンの娘 アルマンドの恋人               | アンリエッタ・メリック＝ラランド                               |
| アラディーノ                     | Aladino             | バス                            | ダミエッタのスルタン （イスラム教国の君主） | ルチアーノ・ビアンキ                                           |
| フェリチア                       | Felicia             | アルト                          | アルマンドの元恋人                          | ブリジダ・ロレンザーニ                                         |
| アドリアーノ・ディ・モンフォルト | Adriano di Montfort | テノール                        | ロードス島領主                              | ガエターノ・クリヴェッリ                                       |
| オスミーノ                       | Osmino              | テノール                        | ダミエッタの宰相                            | ジョヴァンニ・ボッカッチョ                                     |
| アルマ                           | Alma                | メゾソプラノ                    | パルミーデの侍女                            | マリエッタ・ブラマーティ                                       |
| ミルヴァ                         | Mirva               | 黙役                            | アルマンドと パルミーデの子                 | －                                                             |

合唱：キリスト教徒の奴隷と騎士、エジプト人、イスラム教の指導者と首長

## 楽器編成
- 木管楽器: ピッコロ1、フルート2（ピッコロ1持ち替え）、オーボエ2（イングリッシュ・ホルン1持ち替え）、クラリネット2、ファゴット4、コントラファゴット 1
- 金管楽器: ホルン4、トランペット4、 トロンボーン3
- 打楽器: ティンパニ1、 バス・ドラム、 シンバル、トライアングル
- その他: 弦楽五部、ハープ、チェンバロ

バンダ（舞台裏）
- 木管楽器: ピッコロ1、フルート2、オーボエ2、F管クラリネット、クラリネット5、ファゴット2ファゴット
- 金管楽器: ホルン4、バルブ付トランペット2、トランペット6、トロンボーン3、セルパン
- 打楽器: スネアドラム、バス・ドラム

舞台上
- 管楽器:トランペット8、コントラファゴット、トロンボーン3
- 打楽器: スネアドラム3、バス・ドラム、シンバル、中太鼓4

## 演奏時間
第1幕：約2時間、第2幕：約１時間30分、全体で約3時間30分

## あらすじ

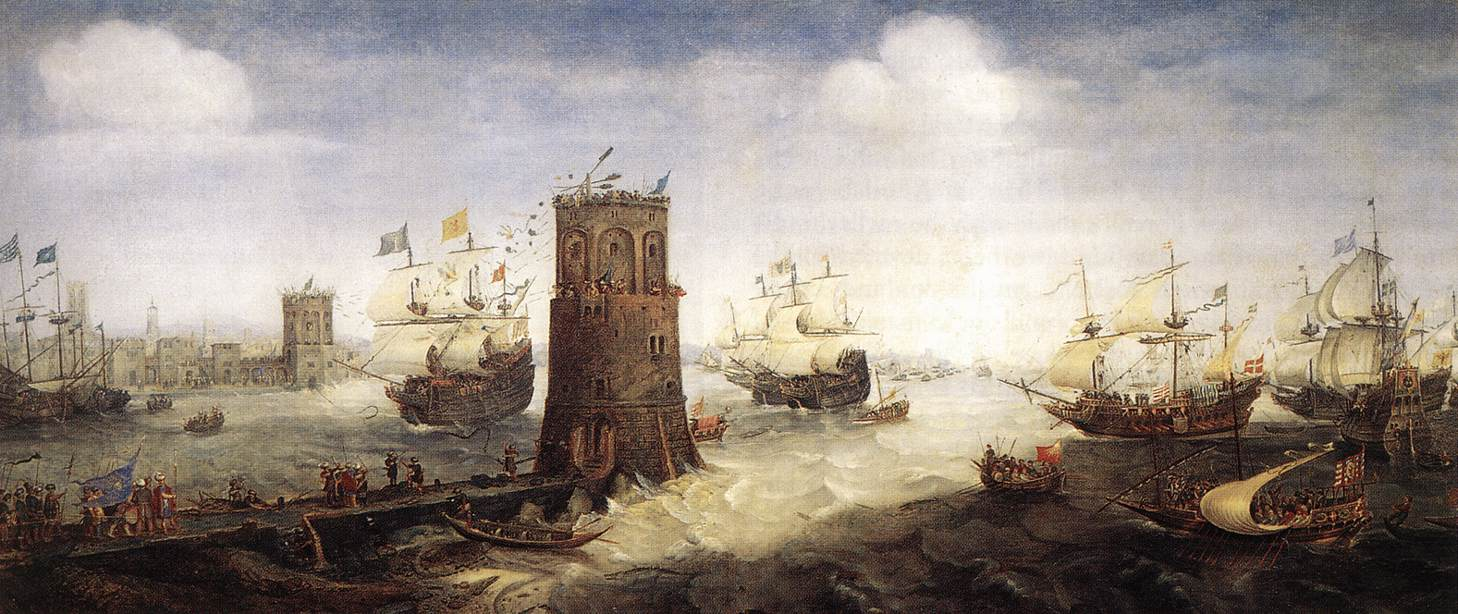
十字軍によるダミエッタ攻撃

- 場所：エジプトの沿岸地方のダミエッタおよびその近郊
- 時代：1228年から1229年の第6回十字軍時代

### オペラが始まる前の背景
ロードス 騎士軍はイスラム教徒との戦いに敗れ、騎士団の1人のアルマンド・ドルヴィッレは、敗戦の混乱の中でかろうじて生き延びていた。彼はエジプトのイスラム兵士に変装して、ダミエッタ市に入り込んで生活していた。その後、偶然にもスルタンのアラディーノの生命を救うことに貢献できた。アルマンドは、エジプト人にはエルミレーノという偽の名を使い、スルタンの娘、パルミーデと幸運にも恋に落ち、プロヴァンスの娘、フェリチアとの約束を破り、秘かにパルミーデとの間に一児の父親となっている。彼は今やエルミレーノとして、スルタンに仕え、ダミエッタの軍隊の指揮官をしている。しばらくすると、ロードス騎士団がスルタンに和平の締結と捕虜の交換を申し入れるため、ダミエッタに大使を派遣する。このような状況を背景として話が進められる。

### 第1幕

#### 第1場
スルタンの宮殿の中庭。右手にヨーロッパの奴隷たちの居住地

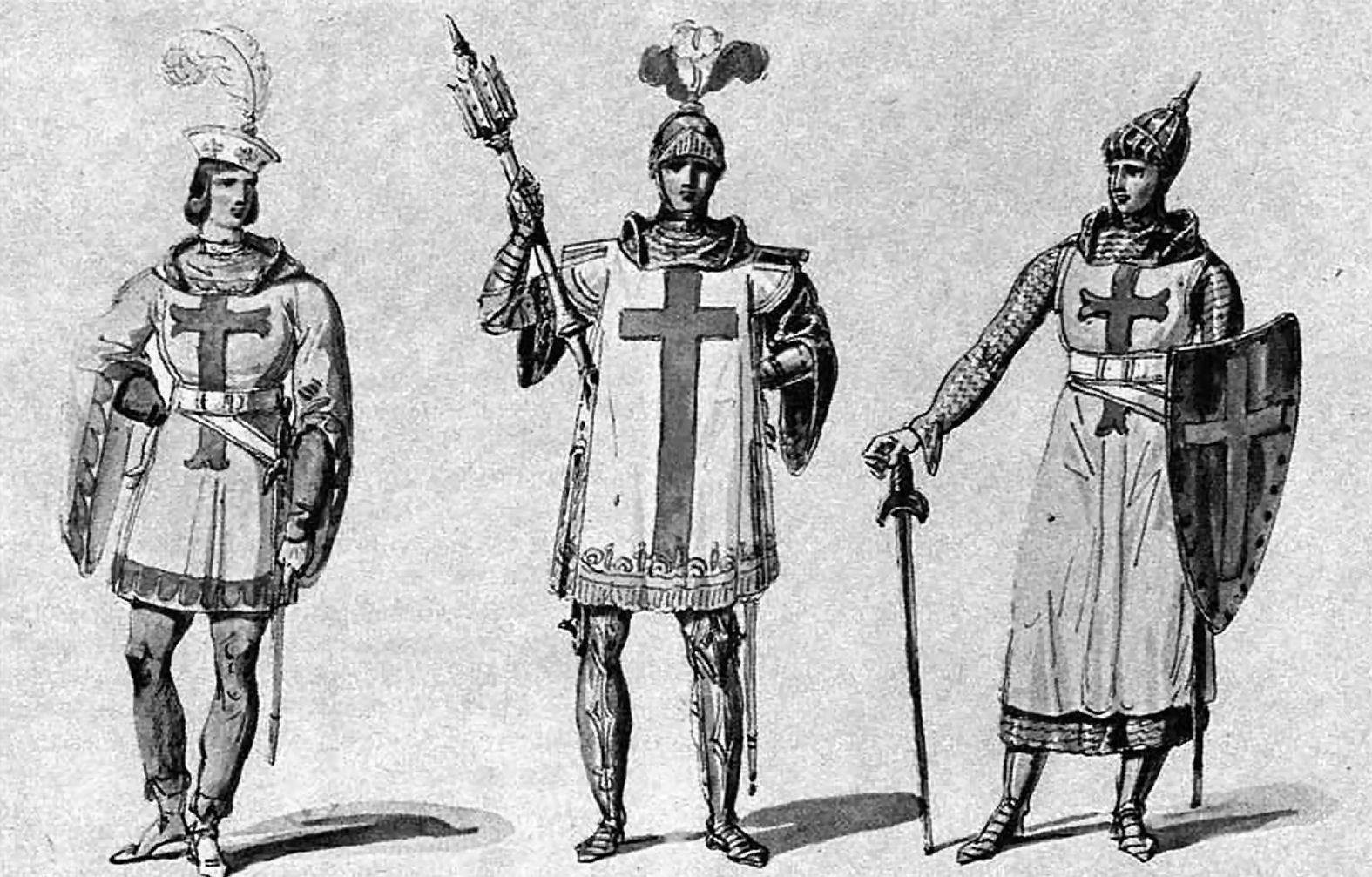
1854年のパリでの再演時の衣装

夜明けだというのに、奴隷の身分となった敗残兵たちが宮殿の中庭に強制労働に駆り出されてくる。彼らは、祖国を離れて捕虜の身でいることを嘆いて歌い、拘束から逃れるために死を望み「愛する祖国よ」(Patria amata!)と合唱する。スルタンの娘、パルミーデが登場し、奴隷たちが彼女に挨拶をすると、彼女は嬉しそうに奴隷たちにエルミレーノからの贈り物を与え、心優しくも彼らへの同情を表明し〈アリア〉「エルミレーノの贈り物」(I doni d'Ermireno)を歌う。スルタンであるアラディーノが姿を現すと、奴隷たちは身を地に伏せて、服従の姿勢を示す。彼は、ちょうどこの日にエルミレーノが戦いに勝利して帰還し、戦利品をパルミーデにもたらすだろうと告げる。2人は嬉々として〈2重唱〉「勝利はこの胸に」(Vincitore a questo petto) を歌う。群集は英雄の到着を待っているが、大臣のオスミーノだけは自分が王座についてパルミーデと結ばれることを望んでいるので、スルタンがパルミーデにエルミレーノが将来の彼女の夫になると告げるのを聞いて、密かに怒りを燃えたぎらす。ラッパが英雄の帰還を告げると、エルミレーノは勝利を表明する。スルタンは彼を抱き締め、彼の全ての希望が満たされることを彼に確信させる。エルミレーノは、自分の望む唯一の報酬は愛であると言い、群集は彼を勝利の英雄として歓呼する。

#### 第2場
ナイル川近くのロードス騎士団の野営地
騎士たちは平和への憧れを歌い、フランスへ帰ることを望んでおり「船を見ろ」(Vedi il legno)という合唱となる。隊長アドリアーノは、甥のアルマンドを失ったこととスルタンとの和睦の問題に関する彼の気持ちを深く考えている。アドリアーノと騎士たちが退場した後、エルミレーノとパルミーデが息子を連れて登場する。彼らは、自分たちの罪がやがてスルタンに暴かれるであろうことを感じて絶望している「私たちにはもはや愛の希望はない」（Non v'è per noi più speme : amor, piaceri, addio）。パルミーデと息子は立ち去り、アドリアーノと騎士たちが登場する。エルミレーノが彼らを迎えると、アドリアーノは死んだと思っていた甥のアルマンドであることに気づく。アドリアーノは、甥が自分の誓約を守らず、故郷を棄てたとアルマンドを叱責する。アルマンドは自分の剣をアドリアーノに引き渡し、アルマンドに名誉か死を選ぶように求める。アルマンドは彼の父の剣に騎士道に対し忠誠を誓い、アドリアーノは彼に剣を与える。2人は最終的な勝利を誓い合う〈2重唱〉「無敵の剣」（Il brando invitto）を歌う。

#### 第3場
宮殿の中庭

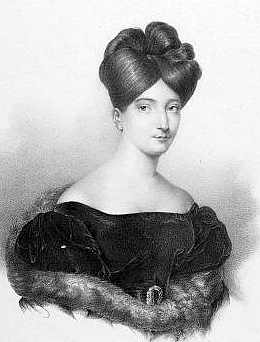
フェリチアを演じたラランド

フェリチアが男装してアルマンドの墓を探すために、ダミエッタにやって来る。彼女が宮殿の中庭に入ってくると、そこでは、パルミーデの女中のアルマがパルミーデとアルマンドの子供であるミルヴァの世話をしている。その子供の面影が、死んだと思われているフェリチアの許嫁に似ていることに驚き感動して、その子を思わず抱き締める。パルミーデが入ってくると、フェリチアは、この子が自分の弟に似ているので思わず抱きしめてしまったのだと言い訳をする。パルミーデはフェリチアの本当の正体に気づいていないので、この子はアルマンドの子であると云う。フェリチアには彼女の話から、ひょっとして彼が生きているのではないかという想いが浮かび上がる。そこでフェリチアは自らの素性を明かし、自分のアルマンドへの愛を告白する。フェリチアはかつてアルマンドが彼女に歌った〈 セレナーデ 〉「若い小さな騎士が」（Giovinetto Cavalier）を回想する。パルミーデも同様に同じセレナーデを歌い、それを繰り返して歌うアルマンドの声が聞こえてくる。続いて歌われる〈3重唱〉「決して試すな」（Mai provare）で、パルミーデとアルマンドは2人の愛を高らかに歌い、これを聴いたフェリチアはアルマンドを取り戻すことはできないと悟り、幸福そうなパルミーデとアルマンドを心ならずも祝福する。

#### 第4場
王宮

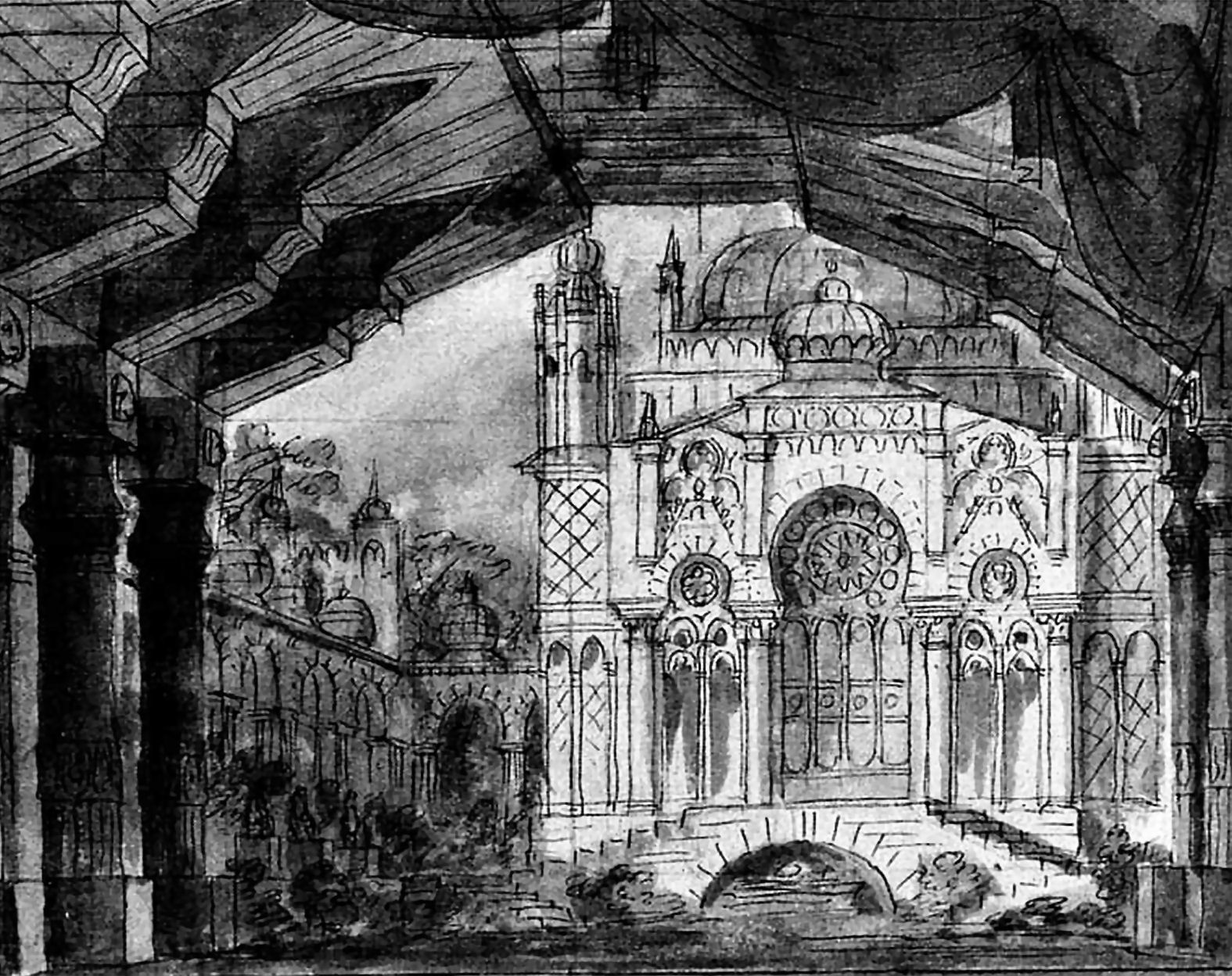
1835年ヴェネツィアでの再演時のデザイン

スルタンと廷臣たちは、平和条約の署名に来るロードス騎士団の到着を待っている。エジプトの司祭たちの合唱は、提案されている平和協定への不満を表明する。しかし、スルタンはアドリアーノと騎士団を迎え入れ、平和協定の条項に合意し、奴隷となったヨーロッパの捕虜全員を解放することにする。アラディーノはエルミレーノの5年間に亘る自らの王権に対する貢献に謝意を表し、パルミーデとエルミレーノの結婚の日を祝うため、人々を招き入れる。エルミレーノが騎士のロードス服装で登場し、もはやエルミレーノは存在しないと言い、自らの素性を現すのを見て、突然の裏切り行為に驚愕する。続く4重唱「やっと騎士を知ったか」（Cavalier conosci ormai）で、アルマンドは騎士道への忠誠を宣言し、パルミーデは苦悩を表し、アラディーノはエルミレーノの想像だにしなかった裏切りを非難する。アラディーノはアルマンドを殺害しようとするが、フェリチアが止めに入る。フィナーレでは全員が困惑した感情を表現する中、スルタンは戦争の再開を表明する。対立する両軍のコーラスと打楽器群が激しく打ち鳴らされ、グランド・オペラさながらの場面となる。スルタンの家臣たちは騎士団の軍旗を引き裂き、彼らを包囲する。アラディーノはオスミーノに騎士団全員を捕らえるよう命令する。

### 第2幕

#### 第1場（第2幕）
宮廷の中庭

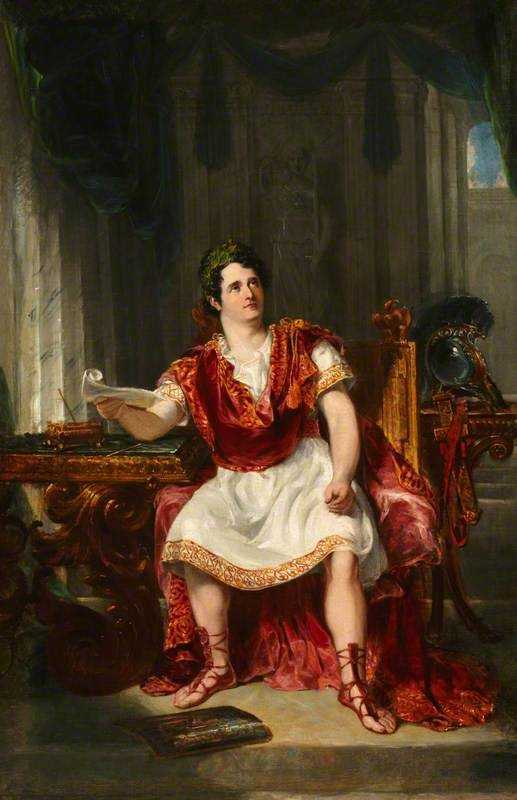
アドリアーノを演じたクリヴェッリ

オスミーノは、アルマからミルヴァがパルミーデとアルマンドの子であることについて教えられ、スルタンに知らせに出てゆく。フェリチアは未だ変わらぬアルマンドへの愛を〈アリア〉「ああ！ 私はまだ彼を愛しています」（Ah! ~ ch'io l'adoro ancor）で歌う。途中から、オスミーノと合唱が加わり、掛け合いとなる。パルミーデが登場し、悲嘆に暮れつつも「すべてが幸せな愛を語る」（Tutto qui parla ognor）と歌う。アルマが子供を伴って登場し、引き続いてオスミーノとスルタンが登場する。パルミーデは子供を抱きしめ、スルタンはその子を殺すと脅す。パルミーデは父もかつてはエルミレーノを愛していたではないか、揺り籠からあなたに微笑む無邪気な孫を殺すことなどできるのかと涙ながらに訴え、〈アリア〉「絶望する母を」（D'una madre disperata）を歌い、かつての忠臣とその子の血を流さないように懇願する。アラディーノは娘の訴えに態度を改め、どうしてそんな残酷なことができようと言い優しく2人を抱擁する。救われたパルミーデは〈アリア〉「なんという喜び」（Con qual gioia le catene）で歓喜を表す。アルマンドとアドリアーノは逮捕されるが、ミルヴァがアルマンドの息子で、スルタンが彼を許したことを知ると、アドリアーノはアルマンドを「お前などもはや同族ではない」と罵る。アラディーノが騎士たちを開放して、場を立ち去る。

#### 第2場（第2幕）
ナイル川近くの荒廃した神殿

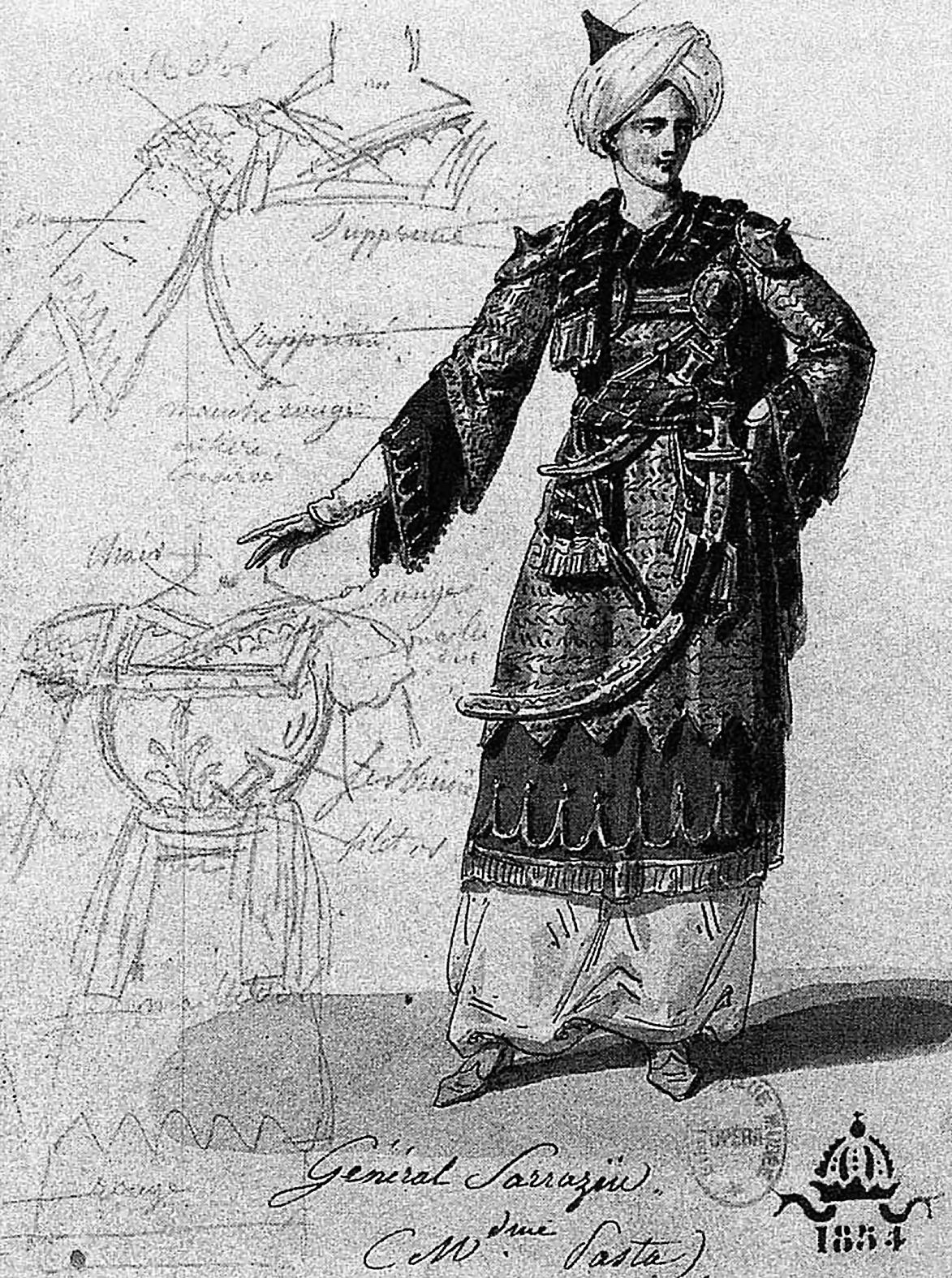
1825年パリでの上演時の衣装

オスミーノ率いるイスラム教徒の廷臣たちが、裏切り者のアラディーノを待ち伏せし、打ち倒そうと企んでおり「恐ろしい静寂の中で」（Nel silenzio fra l'orror）を合唱する。彼らは遺跡の中に隠れている。アルマンド、パルミーデ、アドリアーノ、フェリーチェ、ミルヴァが登場する。アドリアーノは異教徒のパルミーデを祖国へ連れ帰ることに反対すると、アルマンドが彼女は5年前に秘密裏にキリスト教に帰依したのだと説明する。アドリアーノがパルミーデにキリストに誓うよう要求すると、彼女は祈りを捧げる。これに皆が呼応し「慈悲深き神よ」（O nume clemente）となり祈りが捧げられる。パルミーデはキリスト教に帰依し、アドリアーノはアルマンドとパルミーデが結ばれることを祝福する。そこへアラディーノが登場して、娘の裏切りを非難する。アラディーノは復讐を宣言し、アドリアーノはアラディーノへ公然と戦いを挑む。オスミーノとイスラム教徒の廷臣たちはアラディーノに相手に屈しないように申し入れ、スルタンはオスミーノに騎士たちを再び幽閉するよう命じる。

#### 第3場（第2幕）
宮殿内の収容所

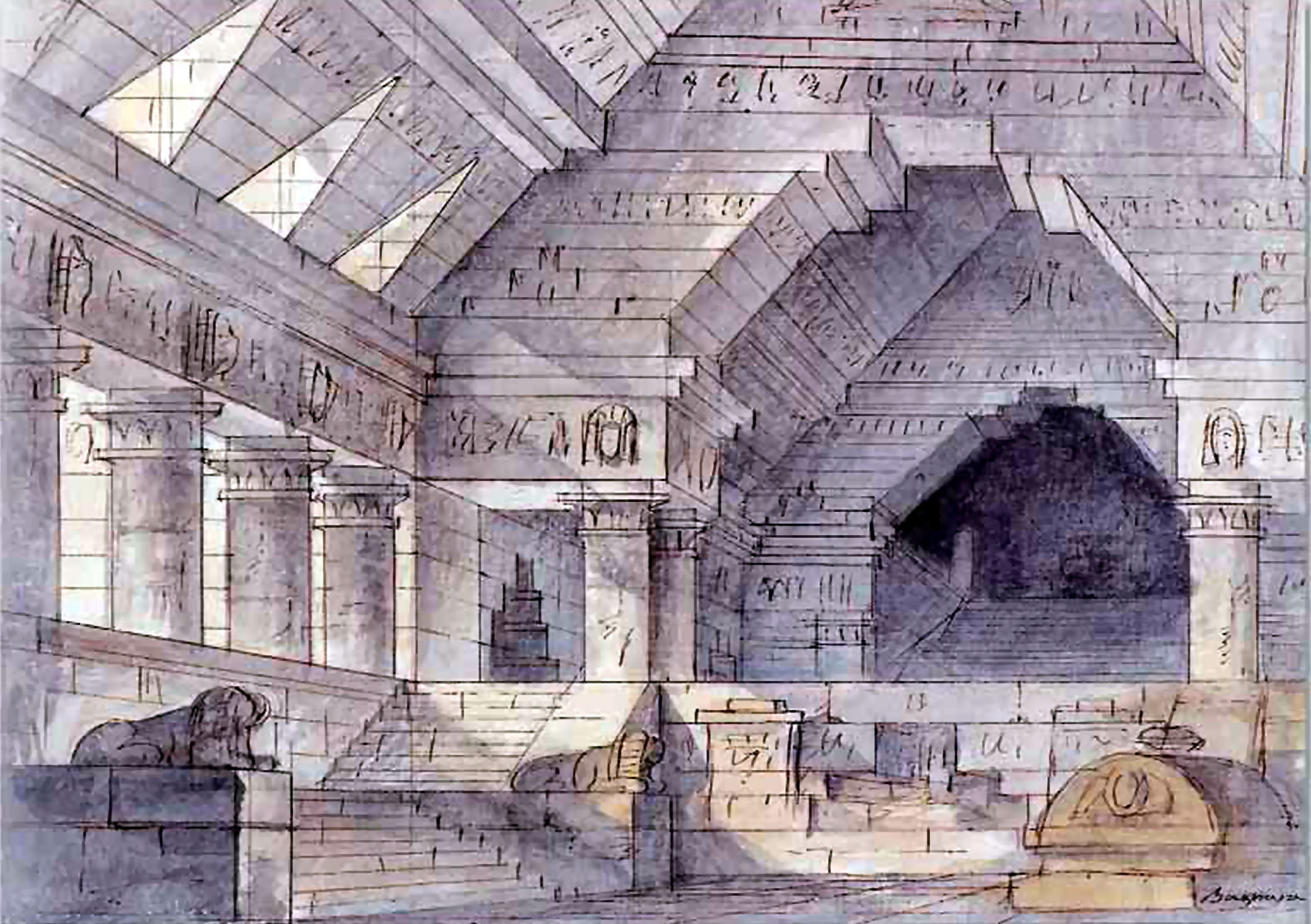
1824年ヴェネツィアでの初演時のデザイン

幽閉されて絶望的な状況に陥ったアドリアーノは「すべては終わった」（Tutto e' finito）を歌い、心情を吐露する。ドアが開き、フェリチアを含む騎士が現れる。アドリアーノと騎士たちは、神に最後の時の恵みを祈り、神の栄光を歌う「神々しい光」（un raggio celeste）。アラディーノが衛兵たちと現れ、降伏し、剣を差し出すよう要求する。アドリアーノは断固として拒否し、自らの剣を折り、騎士たちにも同じことをせよと言う。騎士たちはこれに従い、剣を折り、それを衛兵に投げつける。アドリアーノはこれこそは我らの鋼、死に臨んでの英雄的行為、強靭な精神の怒りに対する勝利なのだと言うと騎士たちも高揚する。アラディーノとオスミーノは死を覚悟した恐るべき自尊心だと驚く。アドリアーノと騎士たちは尊大な態度で、不滅だ、我らにとって、死は栄光であり、不滅なのだと言って恍惚となる。アラディーノは衛兵たちと立ち去る。

#### 第4場（第2幕）
ダミエッタの大きな広場
アルマンドは広場に引き立てられてくる。アルマンドは、もう二度と会えなくなる愛妻のことを思って「生まれ変わる日」（Il dì rinascerà）を歌う。フェリチアと騎士たちはオスミーノと宮廷の高官たちに連行されてくる。宮廷の高官たちは、騎士たちにアラディーノの暗殺に加担するなら解放してやろうと約束する。宮廷の高官たちは、「極秘の話を聞け」（Udite or alto arcano）を合唱し、騎士たちを武装させる。アドリアーノはこの武器でスルタンを倒すことができると言う。アラディーノがパルミーデを連れて姿を現すと、オスミーノに騎士たちを殺害するよう命じる。オスミーノはアラディーノに向かって走り寄り、スルタンが最初に死ぬのだと宣言するが、アルマンドは剣を引き抜いてアラディーノを守り、騎士たちに裏切られたスルタンを守るよう命じる。アドリアーノはアルマンドに倣って真の勇気を奮い立たせるよう騎士たちに呼びかける。反逆者のオスミーノと高官たちは騎士たちに捕らえられ、アルマンドは自分の剣を手放してアラディーノの足元に置く。フェリチアとパルミーデはスルタンに慈悲を乞う。アラディーノはアルマンドを許し、アルマンドとパルミーデを抱擁して祝福する。アルマンドはパルミーデにプロヴァンスへ私と一緒に行こうと言って、騎士たちと船に乗り込むのだった。

## 舞台装飾

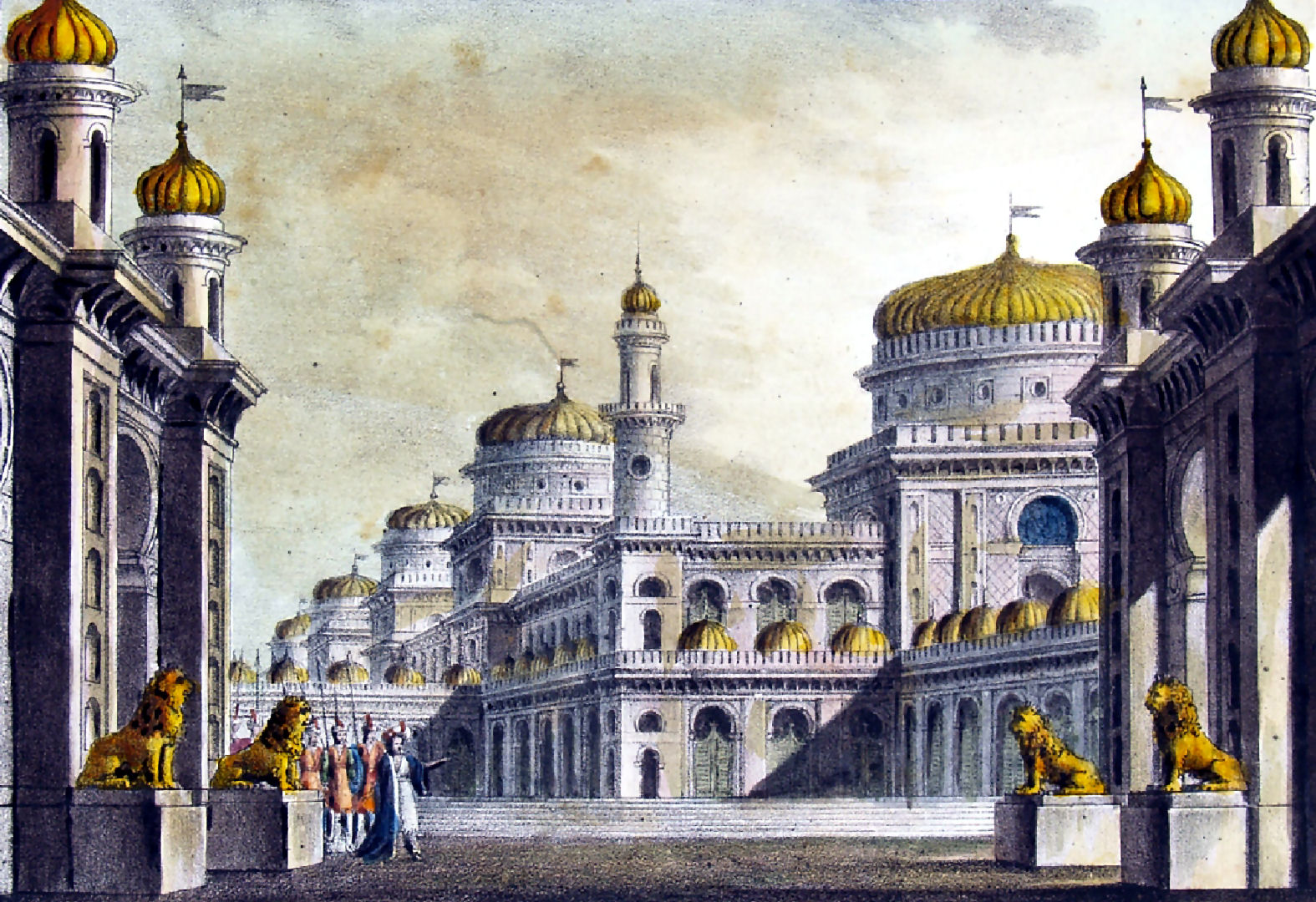
1826年のスカラ座での上演時のアレッサンドロ・サンキリコによるデッサン

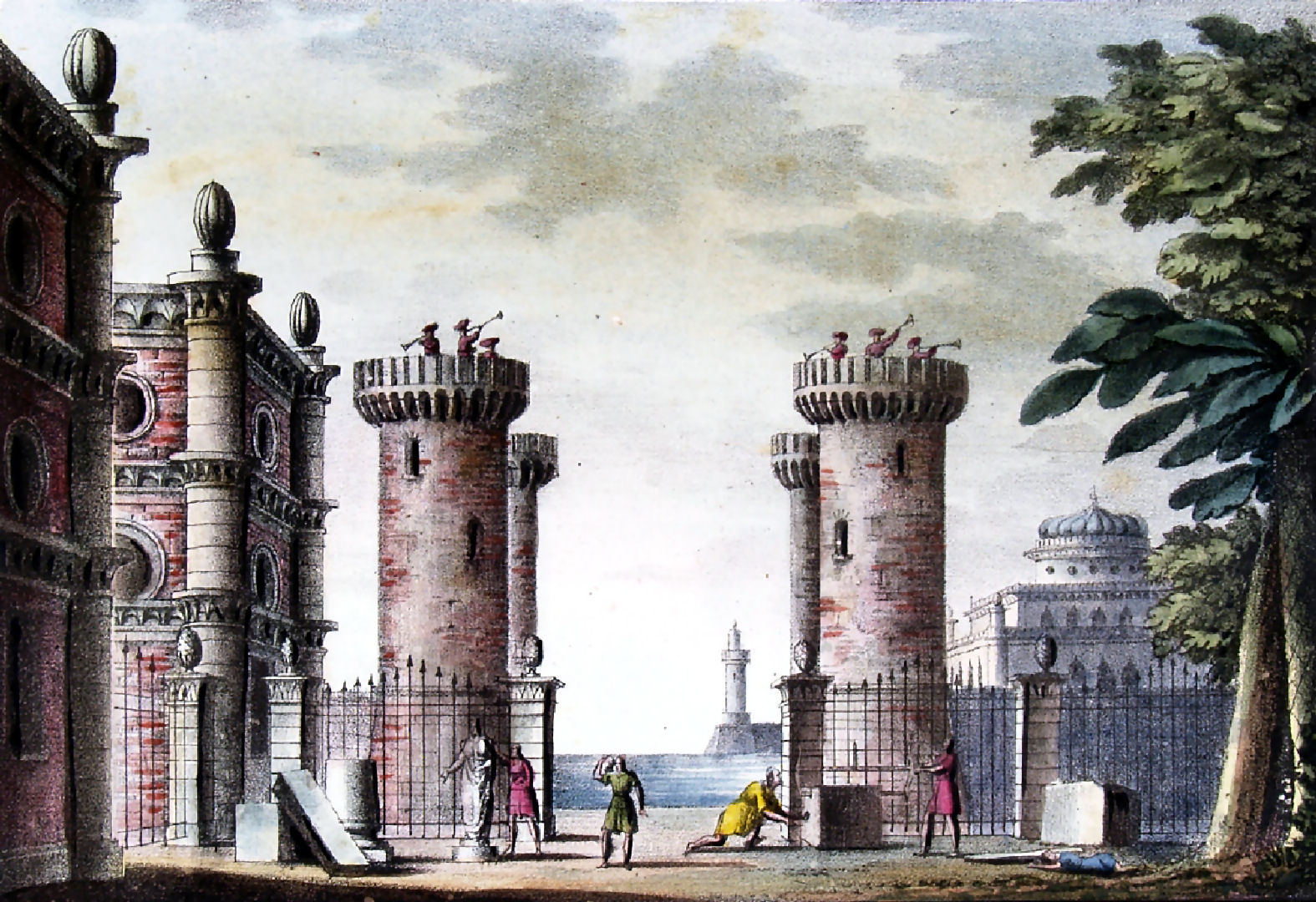
1幕1景
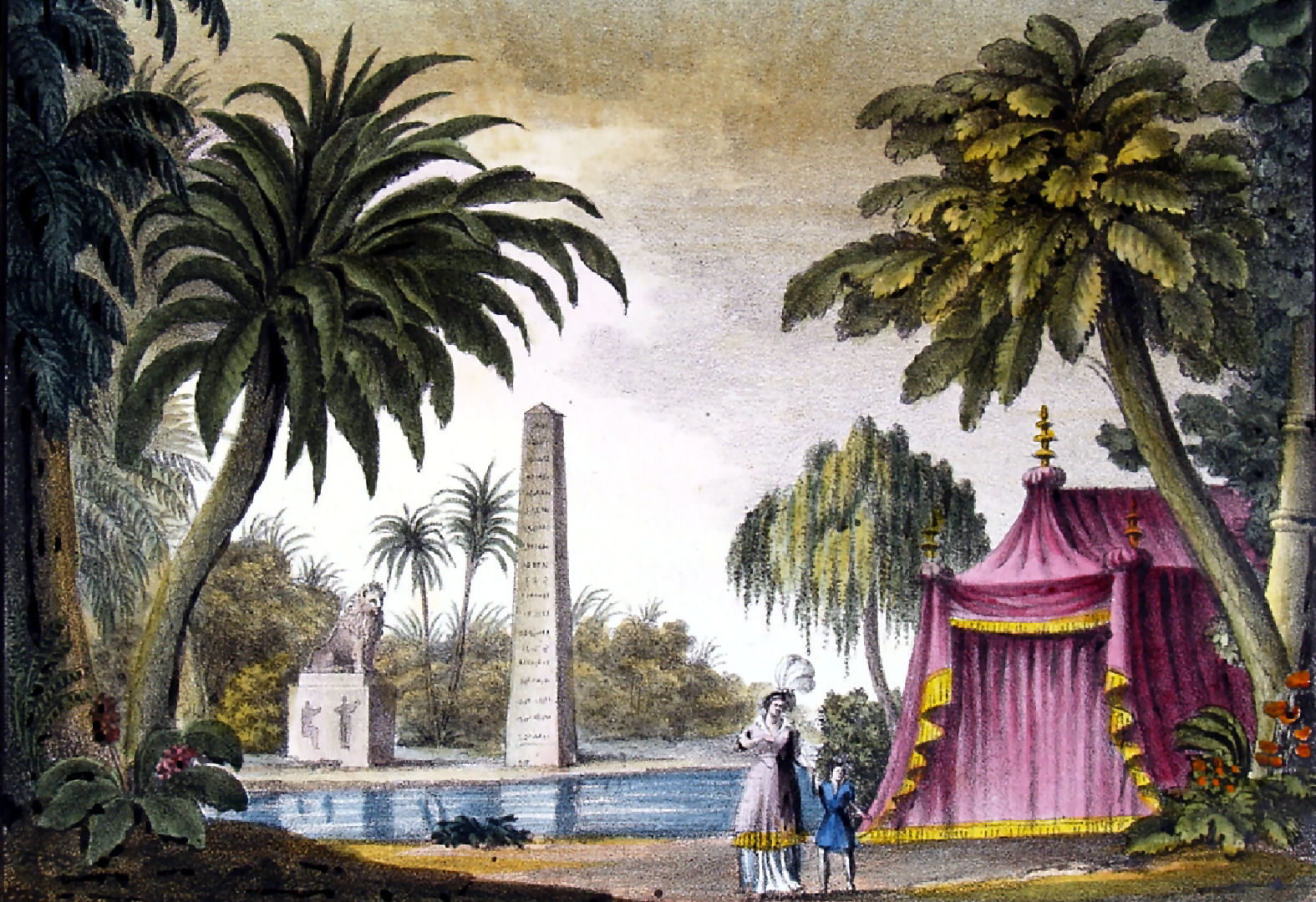
1幕2景
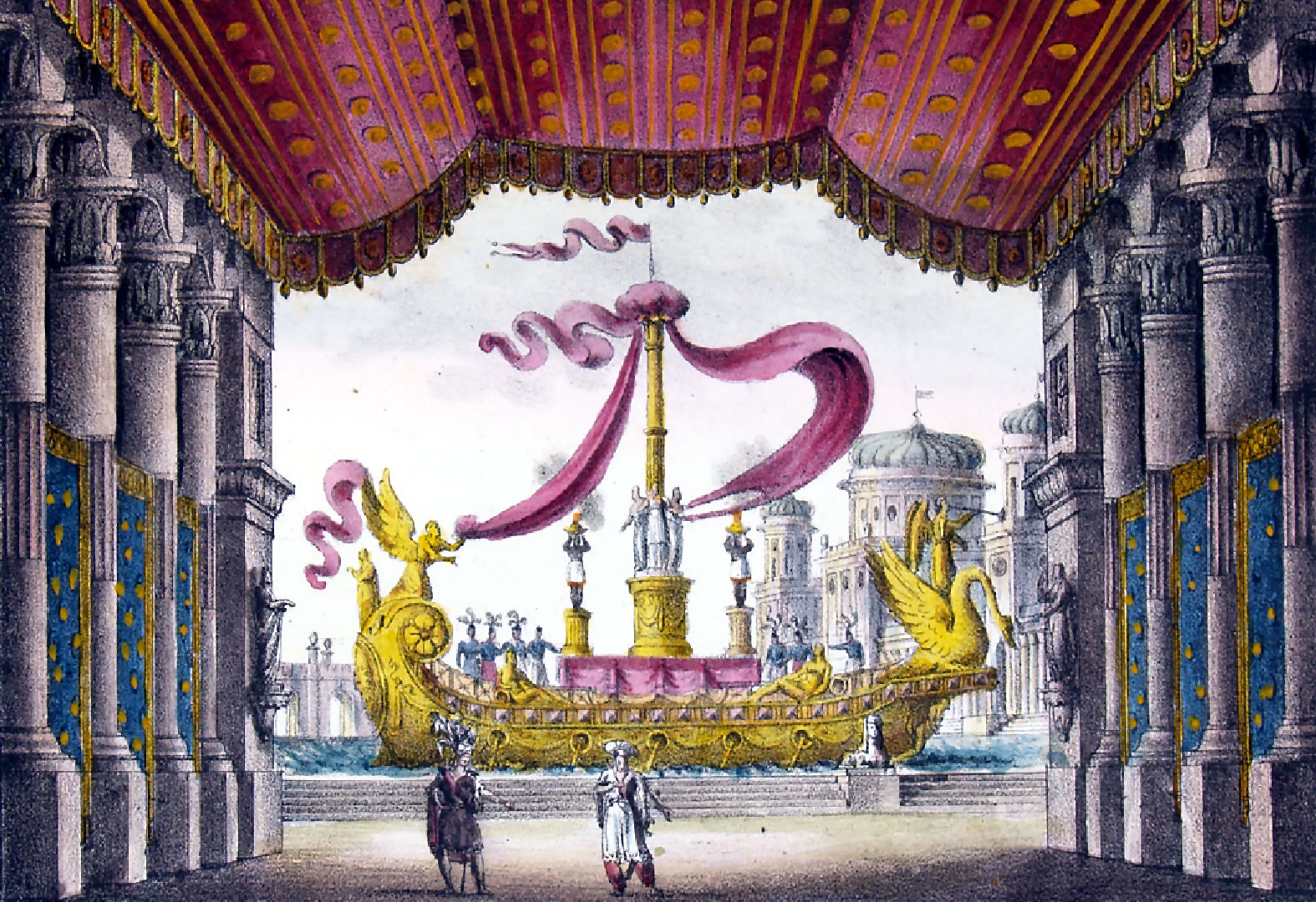
1幕3景
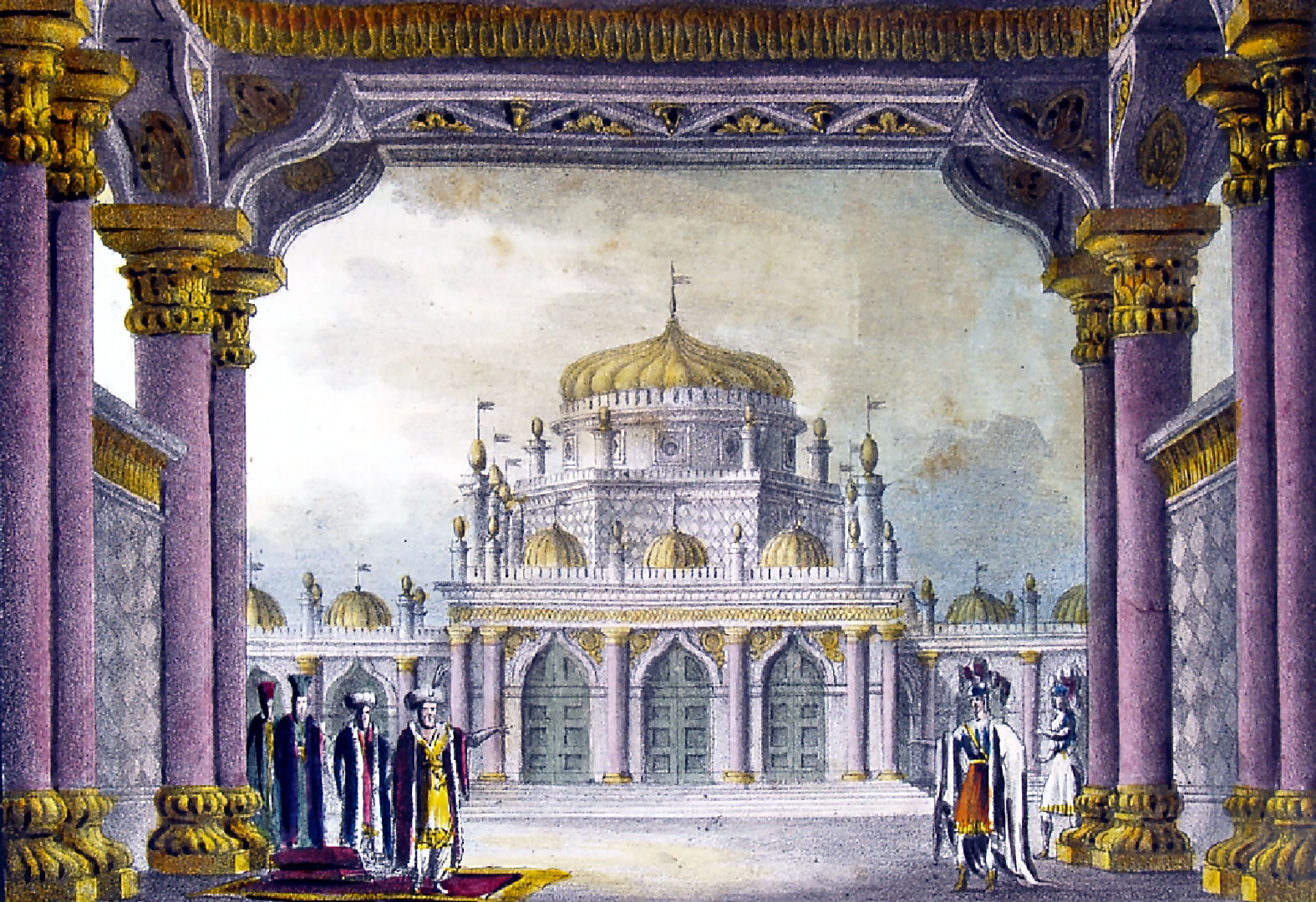
1幕5景
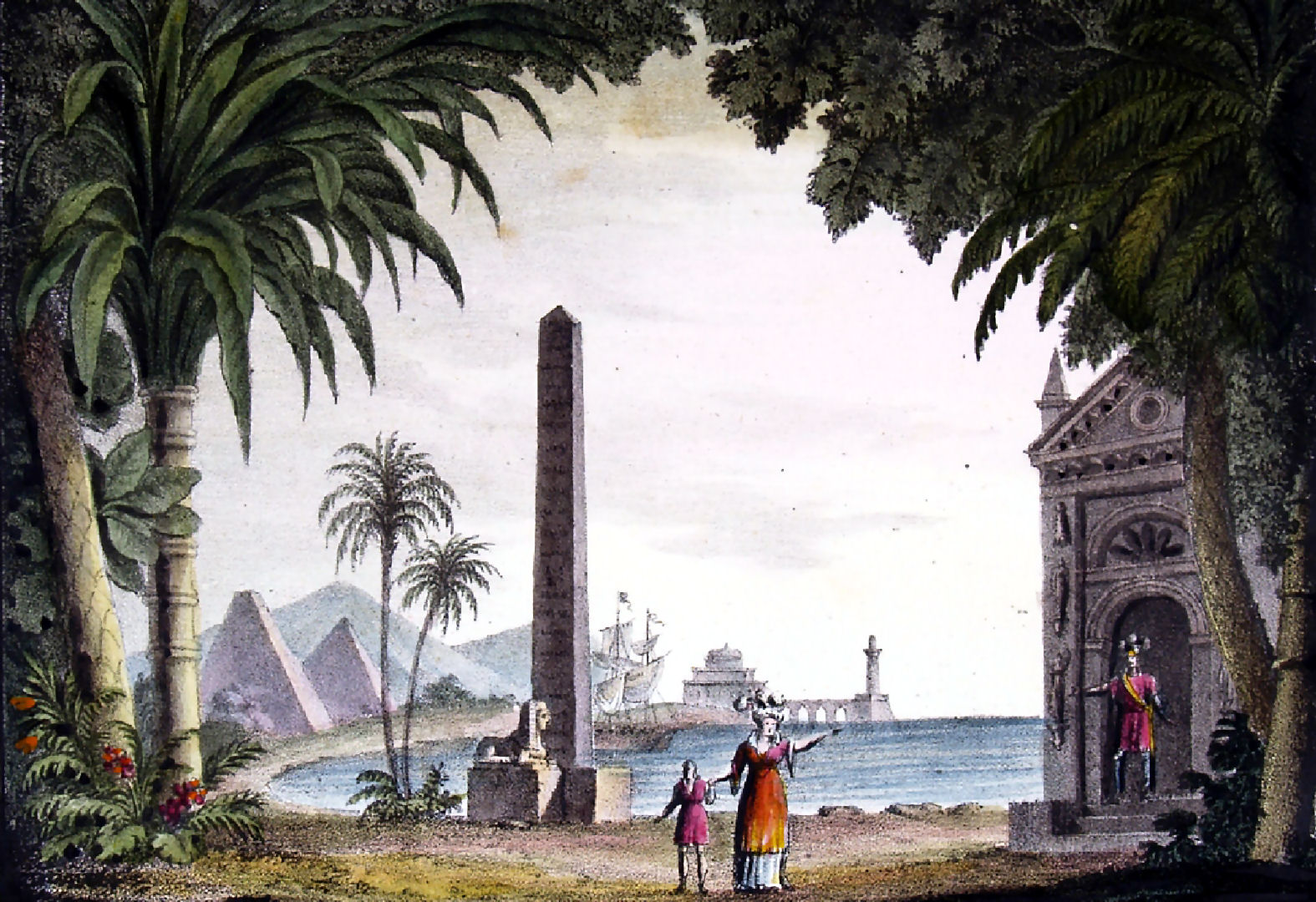
2幕3景
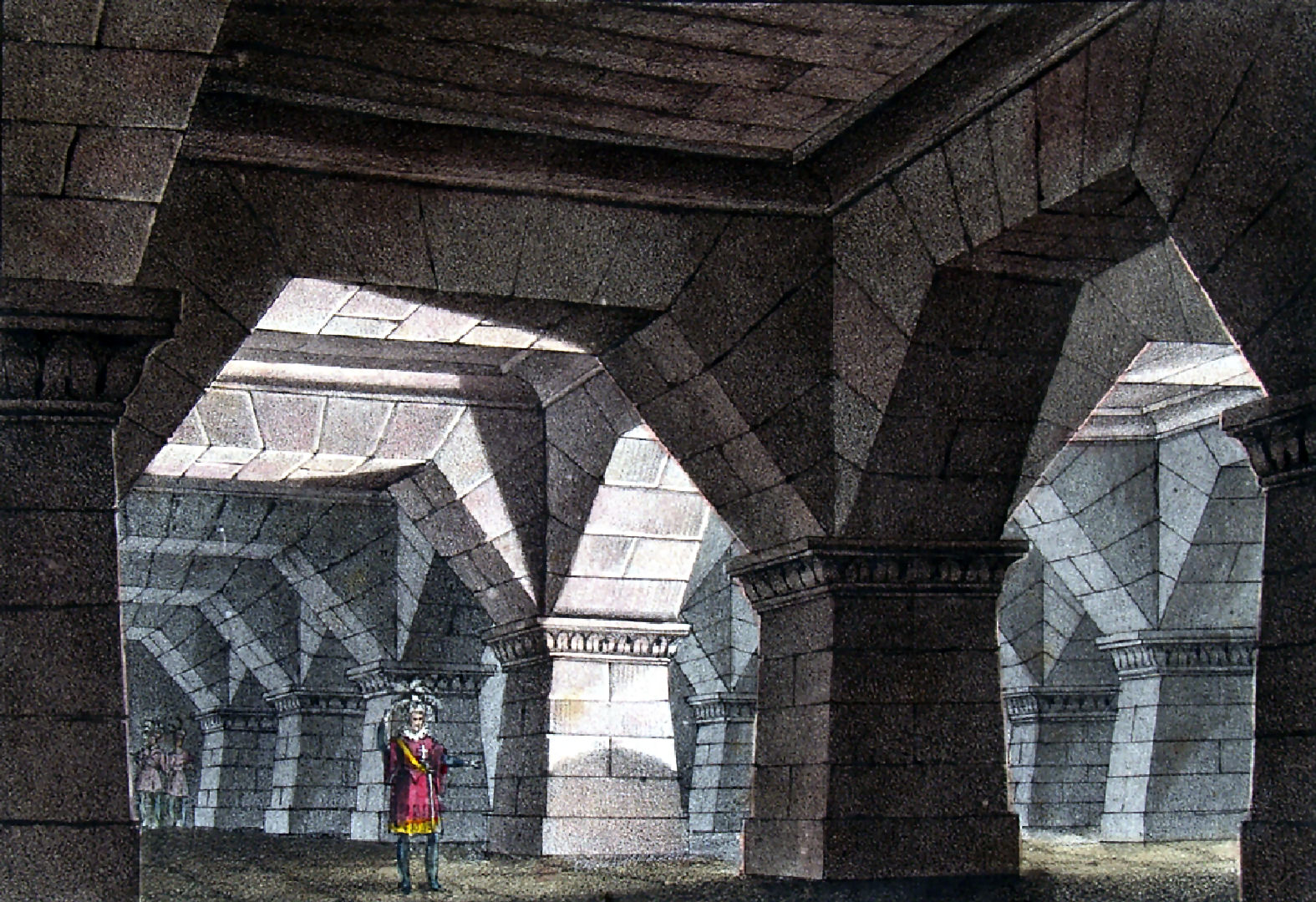
2幕4景

## 関連作品
カール・チェルニー
- マイアベーアの歌劇「エジプトの十字軍」による華麗な変奏曲 Op.125

（Variations brillante sur "Il crociato in Egitto" (Meyerbeer) Op.125）

## 主な全曲録音・録画
| 年      | 配役 アルマンド パルミーデ アドリアーノ フェリチア アラディーノ オズミーノ                                                          | 指揮者 管弦楽団 合唱団                                                                                          | レーベル                                                 |
| ------- | --- | --- | -------------------------------------------------------- |
| 1990-91 | ダイアナ・モンタギュー イヴォンヌ・ケニー ブルース・フォード デッラ・ジョーンズ イアン・プラット ウーゴ・ベネッリ                   | デヴィッド・パリー ロイヤル・フィルハーモニー管弦楽団 ジェフリー・ミッチェル合唱団                              | CD: Opera Rara UK ASIN: B000003LNQ                       |
| 2007    | マイケル・マニアチ パトリツィア・チョーフィ フェルナンド・ポルターリ ラウラ・ポルヴェレッリ マルコ・ヴィンコ イオリーノ・ゼンナーロ | エマニュエル・ヴィヨーム フェニーチェ歌劇場管弦楽団 フェニーチェ歌劇場合唱団 演出: ピエール・ルイージ・ピッツィ | DVD: DYNAMIC ASIN: B0011Z5NI2 CD: Naxos ASIN: B003KZEYMC |